# Syzeuctus macrospiracularis
Syzeuctus macrospiracularis är en stekelart som beskrevs av Setsuya Momoi 1971. Syzeuctus macrospiracularis ingår i släktet Syzeuctus och familjen brokparasitsteklar. Inga underarter finns listade i Catalogue of Life.